# Minuit à Chicago
Pour plus de détails, voir Fiche technique et Distribution.
Minuit à Chicago (The Girl from Chicago) est un film américain réalisé par Ray Enright et sorti en 1927.

## Synopsis
Une jeune femme s'infiltre dans un gang afin de découvrir l'auteur du crime pour lequel son frère est accusé. Elle tombe amoureuse du principal suspect, qui se révèle être un détective,.

## Fiche technique
- Titre original : The Girl from Chicago

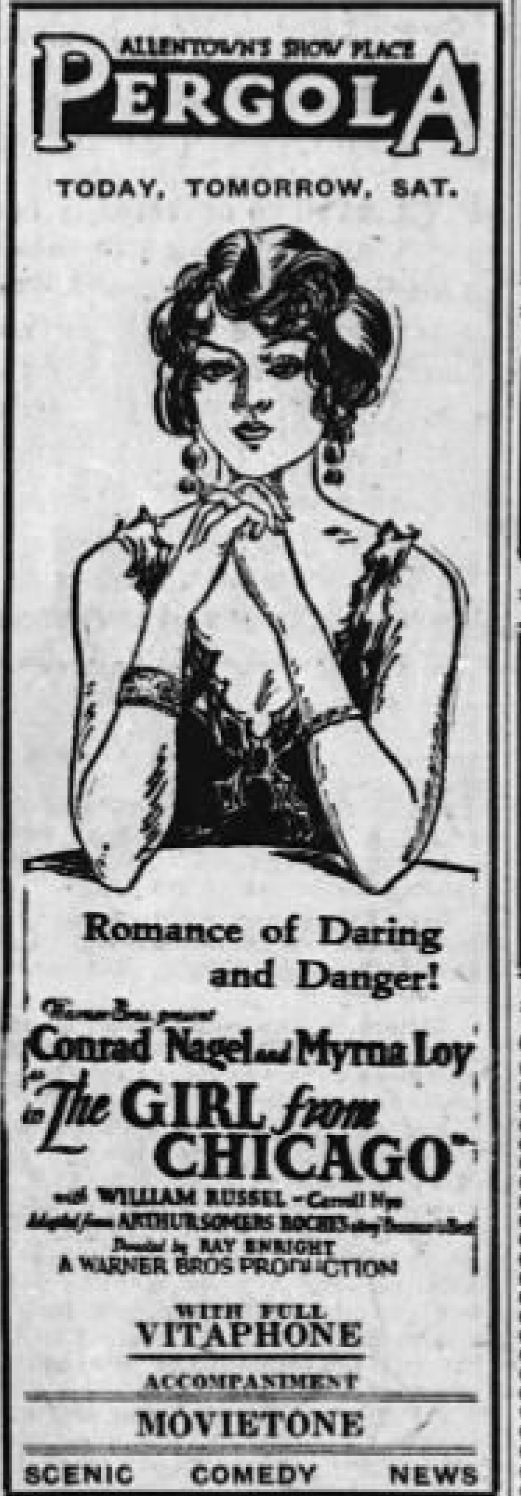
Annonce pour le film dans le magazine Morning Call.

- Réalisation : Ray Enright assisté de Frank Shaw
- Scénario : Graham Baker d'après une histoire courte d'Arthur Somers Roche[3]
- Photographie : Hal Mohr
- Production : Warner Bros.
- Distributeur : Warner Bros.
- Durée : 70 minutes
- Date de sortie : 19 octobre 1927

## Distribution
- Conrad Nagel : Handsome Joe
- Myrna Loy : Mary Carlton
- William Russell : Big Steve Drummond
- Carroll Nye : Bob Carlton
- Paul Panzer : Dopey
- Erville Alderson : Colonel Carlton